# Права корінних народів
Права корінних народів - права, які існують у зв'язку з визнанням особливого стану корінних народів. Сюди входять не лише найосновніші права людини на фізичне виживання та недоторканність, а й права на свою землю (включаючи право рідної землі), мову, релігію та інші елементи культурної спадщини, які є частиною їхнього існування та самобутності як народу. Права можуть бути використані як вираз для захисту громадських організацій або бути частиною національного законодавства при встановленні відносин між урядом і правом на самовизначення його корінного народу, або в міжнародному праві як захист від порушення права корінного населення через дії урядів або груп приватних інтересів.

## Визначення та історична довідка
Права корінного населення належать тим, хто, будучи корінними народами, визначається як корінний народ землі, яка була завойована і колонізована прибульцями.
Хто саме входить до складу корінних народів, є спірним, але його можна широко розуміти стосовно колоніалізму. Коли ми говоримо про корінні народи, ми говоримо про ті доколоніальні суспільства, які стикаються з специфічною загрозою через це явище окупації, а також про відносини, які ці суспільства мають із колоніальними державами. Точне визначення того, хто є корінним народом, і, як наслідок, стан правовласників, різниться. Бути занадто інклюзивним вважається так само погано, як і не інклюзивним.
У контексті сучасних корінних народів європейських колоніальних держав,  визнання прав корінних народів можна простежити принаймні до періоду Відродження. Поряд із виправданням колоніалізму з вищою метою як для колоністів, так і для колонізованих, деякі голоси висловлювали занепокоєння з приводу поводження з корінними народами та впливу, який він мав на їхнє суспільства. В Іспанській імперії корона заснувала Загальний індійський суд у Мексиці та в Перу з юрисдикцією щодо справ, пов’язаних із корінним населенням, і спрямований на захист індіанців від поганого поводження. Доступ індіанців до суду був забезпечений невеликим податом, який сплачувався за юридичних помічників.
Питання прав корінних народів також пов’язане з іншими рівнями людської боротьби. Через тісний взаємозв’язок між культурним та економічним становищем корінних народів та їхнім екологічним середовищем питання прав корінних народів пов’язані із занепокоєнням щодо зміни навколишнього середовища та сталого розвитку. На думку вчених та організацій, таких як Rainforest Foundation, боротьба за корінні народи є важливою для вирішення проблеми скорочення викидів вуглецю та наближення до загрози як для культурного, так і для біологічного різноманіття в цілому.

## Представництво
Права, претензії та навіть ідентичність корінних народів сприймаються, визнаються та дотримуються зовсім по-різному від уряду до уряду. Існують різноманітні організації, що мають статути, щоб тим чи іншим чином сприяти (або принаймні визнавати) прагнення корінного населення, і корінні суспільства часто об’єднуються, щоб утворити органи, які спільно прагнуть задовольнити свої комунальні інтереси.

### Міжнародні організації
Існує кілька неурядових рухів громадянського суспільства, мереж, організацій корінних і некорінних народів, чия основна місія полягає в захисті прав корінних народів, включаючи права на землю. Ці організації, мережі та групи підкреслюють, що проблемами, з якими стикаються корінні народи, є відсутність визнання того, що вони мають право жити так, як вони обирають, а також відсутність права на свої землі та території. Їхня місія — захистити права корінних народів без нав’язування державами своїх ідей «розвитку». Ці групи стверджують, що кожна корінна культура є диференційованою, багата релігійними системами вірувань, способом життя, життєдіяльністю та мистецтвом, і що коренем проблеми може бути втручання в їхній спосіб життя через неповагу державою до їхніх прав, а також вторгнення транснаціональних корпорацій та малого бізнесу на традиційні землі з метою експлуатації природних ресурсів.

### Об'єднані Нації
Корінні народи та їхні інтереси представлені в Організації Об'єднаних Націй насамперед через механізми Робочої групи корінного населення. У квітні 2000 року Комісія Організації Об'єднаних Націй з прав людини прийняла резолюцію про створення Постійного форуму ООН з питань корінних народів (PFII) як дорадчого органу при Економічній і Соціальній раді з мандатом розглядати питання корінних народів.
Наприкінці грудня 2004 року Генеральна Асамблея Організації Об’єднаних Націй проголосила 2005–2014 роки Другим Міжнародним десятиліттям корінних народів світу. Головною метою нового десятиліття буде зміцнення міжнародного співробітництва щодо вирішення проблем, з якими стикаються корінні народи в таких сферах, як культура, освіта, охорона здоров’я, права людини, навколишнє середовище, а також соціально-економічний розвиток.
У вересні 2007 року, після процесу підготовки, обговорень і переговорів, що тягнулися з 1982 року, Генеральна Асамблея прийняла Декларацію прав корінних народів. Декларація, яка не має обов’язкової сили, окреслює індивідуальні та колективні права корінних народів, а також їх права на ідентичність, культуру, мову, працевлаштування, охорону здоров’я, освіту та інші питання. Проти декларації проголосували чотири країни зі значним корінним населенням: Сполучені Штати, Канада, Нова Зеландія та Австралія. Відтоді всі четверо змінили свій голос «за». Утрималися 11 країн: Азербайджан, Бангладеш, Бутан, Бурунді, Колумбія, Грузія, Кенія, Нігерія, Росія, Самоа та Україна. Тридцять чотири країни не проголосували, а решта 143 країни проголосували "за".

### МОП 169
МОП 169 є конвенцією Міжнародної організації праці. Після ратифікації державою він покликаний діяти як закон, що захищає права людей, що живуть у племені. Є двадцять дві складові фізичного виживання та цілісності, а також збереження їхньої землі, мови та релігії. МОП представляє права корінних народів, оскільки вони є організацією, яка забезпечує виконання інструментів угоди виключно з правами корінних народів.

### Організація американських держав
З 1997 року країни Організації американських держав обговорюють проєкти пропонованої американської декларації про права корінних народів. «Проект декларації наразі є одним із найважливіших процесів, що здійснюються щодо прав корінних народів Америки», як зазначає Міжнародна робоча група у справах корінних народів.

### За країною

#### Канада
У Канаді «права тубільців» (фр. droits ancestraux) – це ті права, якими користуються корінні народи внаслідок тривалого перебування на землі їхніми предками, наприклад, право полювати та рибалити на певній території. Вони відрізняються від «договірних прав», які перераховані в конкретних угодах між корінними групами та державою. Як договірні права, так і права аборигенів захищені Розділом 35 Конституції Канади 1982 року.

#### Данія
Корінне населення Гренландії отримало самоуправління в 1979 році і поширилося на самоврядування в 2009 році.

## Сецесія
Корінні народи мають лише «поправне» право на відділення в міжнародному праві, незалежно від їх права на самовизначення та самоврядування, залишаючи існування прав на відділення внутрішнім законам суверенних держав, а незалежність – правом держав.

## Зовнішні посилання
- Права корінних народів: Навчальний посібник – Університет Міннесоти
- Дослідження прав корінних народів за міжнародним правом – Стівен К. Перкінс
- Права корінних народів – Міжнародна енциклопедія соціальних наук, 2-е видання
- Декларація ООН про права корінних народів
- Конвенція МОП 169 (повний текст) – Чинне міжнародне право про корінні народи
- Стан корінних народів світу – доповідь ООН, перший випуск, 2009
- Геноцид Льюїс, Норман, лютий 1969 р. - стаття, яка привела до заснування кількох відомих організацій прав корінних народів
- Збереження та права громад: уроки Мезоамерики